# Basilodes chrysopis
Basilodes chrysopis är en fjärilsart som beskrevs av Augustus Radcliffe Grote 1881. Basilodes chrysopis ingår i släktet Basilodes och familjen nattflyn. Inga underarter finns listade i Catalogue of Life.